# Neal Slavin
Neal Slavin (* 1941 in Brooklyn) ist ein US-amerikanischer Fotograf, Regisseur und Filmproduzent.

## Leben und Werk
Neal Slavin schloss sein Studium an der Cooper Union in New York City mit dem Bachelor ab, nachdem er 1961 ein Auslandsstipendium für das Lincoln College in England bekam.
Als Lehrer gab Slavin Workshops und Kurse an der Cooper Union, Manhattanville College, School of Visual Arts und Queens College, City University of New York. Er war Gastkünstler am Art Institute of Chicago und Rencontres d’Arles.

## Fotografie
Slavin begann während seines Studiums mit einer Contaflex, einer Zweiäugigen Spiegelreflex- Kleinbildkamera, zu fotografieren.
Als Stipendiat des Fulbright-Programms hielt Slavin sich 1968 in Portugal auf und nahm dort Schwarzweiß-Porträts einzelner Personen auf, die er 1971 in dem Bildband Portugal veröffentlichte.
Seit den 1970er Jahren fotografiert Slavin Gruppen, Organisationen, Vereine und Gesellschaften in Farbe, nicht aus ästhetischen Gründen, sondern weil so mehr Informationen auf dem Bild festgehalten werden. Er interessiert sich besonders für die soziale Interaktion der Gruppenmitglieder während des Fototermins. Veröffentlicht wurden diese Gruppenporträts 1976 in dem Fotoband When Two or More are Gathered Together. 1977 waren auf der documenta 6 mehrere Fotos aus dieser Serie zu sehen.
Für das Projekt „The Britons“ fotografierte Slavin während eines Zeitraums von acht Jahren im UK mit einer 90 kg schweren Polaroid 20×24 Sofortbildkamera.
Slavin fotografierte für international publizierte Zeitschriften wie das New York Times Magazine, Esquire, Frankfurter Allgemeine Zeitung und Rolling Stone.
Als kommerzieller Fotograf arbeitete er unter anderem für die Firmen Apple, Chase Manhattan Bank, Oliver Peoples, Reebok, Warner Communications.

## Film
Seit 1988 führte Neal Slavin Regie bei verschiedenen Spots für die Fernsehwerbung. Die Filme wurden von seiner Firma Slavin Schaffer Films produziert.
Neal Slavin ist der Regisseur des Filmes Focus mit William H. Macy und Laura Dern in den Hauptrollen. Der Film basiert auf einer Novelle von Arthur Miller. Ausgezeichnet wurde Focus mit dem Political Film Society Award für Menschenrechte.

## Veröffentlichungen
- Portugal, herausgegeben von Ralph Gibson mit einem Nachwort von Mary McCarthy, Lustrum Press, New York 1971.
- When Two or More are Gathered Together, Farrar, Straus and Giroux, New York 1976, ISBN 978-0-37428-9-089.
- Britons, Aperture, New York 1986, ISBN 978-0-89381-2-089.
- Derzeit arbeitet Slavin an dem Buchprojekt und Dokumentarfilm „The Prayer Project“.[7]